# إدوارد غرينيه
إدوارد غرينيه (بالفرنسية: Édouard Grenier) (و. 1819 – 1901 م) هو شاعر، ومترجم، ودبلوماسي، وكاتب فرنسي، توفي عن عمر يناهز 82 عاماً.

## جوائز
حصل على جوائز منها:

prix de poésie de l'Académie française ‏ (1867)